# Mistrzostwa Europy w Lekkoatletyce 2012 – bieg na 800 m kobiet
Bieg na 800 metrów kobiet – jedna z konkurencji biegowych rozgrywanych podczas lekkoatletycznych mistrzostw Europy na Stadionie Olimpijskim w Helsinkach.
Tytułu mistrzowskiego nie broniła Rosjanka Maria Sawinowa.

## Terminarz
| Data       | Godzina |            |
| ---------- | ------- | ---------- |
| 28 czerwca | 19:05   | Eliminacje |
| 29 czerwca | 21:45   | Finał      |

## Rekordy
Tabela prezentuje rekord świata, rekord Europy, rekord mistrzostw Europy, a także najlepsze rezultaty na świecie i w Europie w sezonie 2012 przed rozpoczęciem mistrzostw.
|                          | Zawodnik              | Czas    | Miejsce   | Data                 |
| ------------------------ | --------------------- | ------- | --------- | -------------------- |
| Rekord świata            | Jarmila Kratochvílová | 1:53,28 | Monachium | 26 lipca 1993(dts)   |
| Rekord Europy            | Jarmila Kratochvílová | 1:53,28 | Monachium | 26 lipca 1993(dts)   |
| Listy światowe           | Pamela Jelimo         | 1:56,94 | Doha      | 11 maja 2012(dts)    |
| Listy europejskie        | Irina Maraczowa       | 1:57,82 | Soczi     | 27 maja 2012(dts)    |
| Rekord mistrzostw Europy | Olga Miniejewa        | 1:55,41 | Ateny     | 8 września 1982(dts) |

## Rezultaty

### Pierwsza runda
Awans: Pierwsze dwie z każdego biegu (Q) oraz dwie z najlepszymi czasami wśród przegranych (q).
| Pozycja | Bieg | Tor | Zawodniczka           | Państwo         | Czas    | Uwagi |
| ------- | ---- | --- | --------------------- | --------------- | ------- | ----- |
| 1.      | 2    | 6   | Maryna Arzamasawa     | Białoruś        | 2:00,54 | Q     |
| 3.      | 2    | 3   | Lilija Łobanowa       | Ukraina         | 2:01,60 | Q     |
| 4.      | 2    | 7   | Jemma Simpson         | Wielka Brytania | 2:01,64 | q     |
| 5.      | 1    | 4   | Lynsey Sharp          | Wielka Brytania | 2:01,88 | Q     |
| 6.      | 1    | 6   | Natalija Piliušina    | Litwa           | 2:02,12 | q,    |
| 7.      | 2    | 4   | Eléni Filándra        | Grecja          | 2:02,37 |       |
| 8.      | 1    | 3   | Teodora Kolarowa      | Bułgaria        | 2:02,45 |       |
| 10.     | 3    | 5   | Lucia Klocová         | Słowacja        | 2:02,55 | Q     |
| 11.     | 3    | 8   | Merve Aydın           | Turcja          | 2:02,81 |       |
| 12.     | 1    | 2   | Tetiana Petluk        | Ukraina         | 2:04,09 |       |
| 13.     | 3    | 6   | Ewelina Sętowska-Dryk | Polska          | 2:04,30 |       |
| 14.     | 2    | 2   | Eglė Balčiūnaitė      | Litwa           | 2:05,21 |       |
| 15.     | 2    | 5   | Viktoria Tegenfeldt   | Szwecja         | 2:05,74 |       |
| 16.     | 3    | 7   | Lenka Masná           | Czechy          | 2:05,75 |       |
| 17.     | 3    | 3   | Suvi Selvenius        | Finlandia       | 2:06,39 | SB    |
| 18.     | 1    | 5   | Elena Mirela Lavric   | Rumunia         | 2:11,61 |       |
| -       | 3    | 2   | Jenny Meadows         | Wielka Brytania | DNS     |       |
| *       | 1    | 7   | Jelena Arżakowa       | Rosja           | DSQ     |       |
| 9.      | 3    | 4   | Irina Maraczowa       | Rosja           | DSQ     |       |

* przed dyskwalifikacją zajmowała drugie miejsce.

### Finał
| Pozycja | Tor | Zawodniczka        | Państwo         | Czas    | Uwagi |
| ------- | --- | ------------------ | --------------- | ------- | ----- |
| 01 !    | 5   | Lynsey Sharp       | Wielka Brytania | 2:00,52 | PB    |
| 02 !    | 3   | Maryna Arzamasawa  | Białoruś        | 2:01,02 |       |
| 03 !    | 4   | Lilija Łobanowa    | Ukraina         | 2:01,29 |       |
| 5.      | 6   | Lucia Klocová      | Słowacja        | 2:01,38 |       |
| 6.      | 8   | Jemma Simpson      | Wielka Brytania | 2:02,14 |       |
| 7.      | 7   | Natalija Piliušina | Litwa           | 2:06,59 |       |
| -       | 2   | Jelena Arżakowa    | Rosja           | DSQ     |       |
| -       | 1   | Irina Maraczowa    | Rosja           | DSQ     |       |